# Rumuński Komitet Olimpijski i Sportu
Rumuński Komitet Olimpijski i Sportu (rum. Comitetul Olimpic și Sportiv Român) – stowarzyszenie związków i organizacji sportowych z siedzibą w Bukareszcie, zajmujące się organizacją udziału reprezentacji Rumunii w igrzyskach olimpijskich i europejskich oraz upowszechnianiem idei olimpijskiej i promocją sportu, a także reprezentowaniem rumuńskiego sportu w organizacjach międzynarodowych, w tym w Międzynarodowym Komitecie Olimpijskim.